# Музей охоты и верховой езды
Музей охоты и верховой езды (пол. Muzeum Łowiectwa i Jeździectwa) — музей, находящийся в Варшаве, Польша. Зарегистрирован в Государственном реестре музеев. Располагается в двух исторических зданиях — казармы кантонистов и бывшей путевой станции «Стайня Кубицкого», которые располагаются в восточной части парка Лазенки. Музей демонстрирует экспозицию, связанную с охотоведческой и иппологической тематикой.

## История
1 июля 1983 года были объединены в единый музей два музея — Музей охоты, созданный в 1977 году по инициативе скульптора Томаша Конарского и Музей коня. До 1985 года казармы кантонистов переоборудовались для музейной экспозиции. В это время музей организовал временную выставку, которая экспонировалась в здании Польского охотничьего общества. Первая постоянная выставка в казармах кантонистов под названием «Весна, лето, осень, зима» была открыта в 1985 году.
До 1993 года директором Музея охоты и верховой езды был Томаш Конарский.
В 1995 году музею было передано здания путевой станции «Стайни Кубицкого».

## Описание
Двухэтажное здание «Казармы кантонистов», называемое также как «Дом садовника» или «Казармы инвалидов», было построено в стиле классицизма в 1826—1829 годах. В здании представлены постоянные экспозиции «Polski salon myśliwski XIX/XX» (Польский охотничий зал XIX/XX), «W polu i w kniei» (В поле и в лесу) с залами «Лес» и «Птицы». Здесь же организуются временные выставки, посвящённые охоте.
Здание путевой станции было построено в 1825—1826 годах по проекту архитектора Яном Кубицким и носит его имя «Стайни Кубицкого». В этом здании находится экспозиция, представляющая различные коляски, которые использовались во время верховой езды. Это отделение музея носит имя Збигнева Прус-Невядомского.

## Галерея

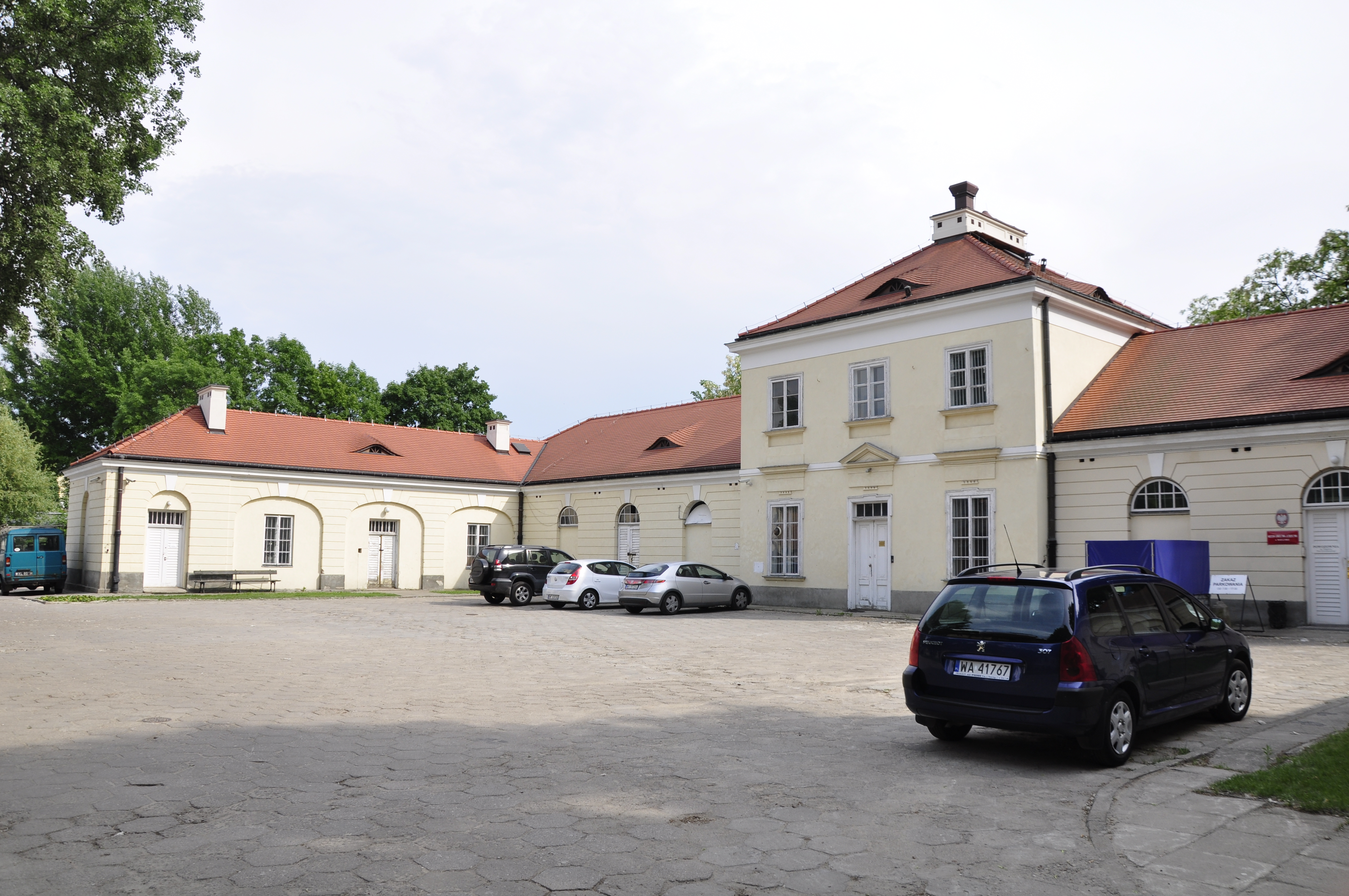
Путевая станция «Стайни Кубицкого»
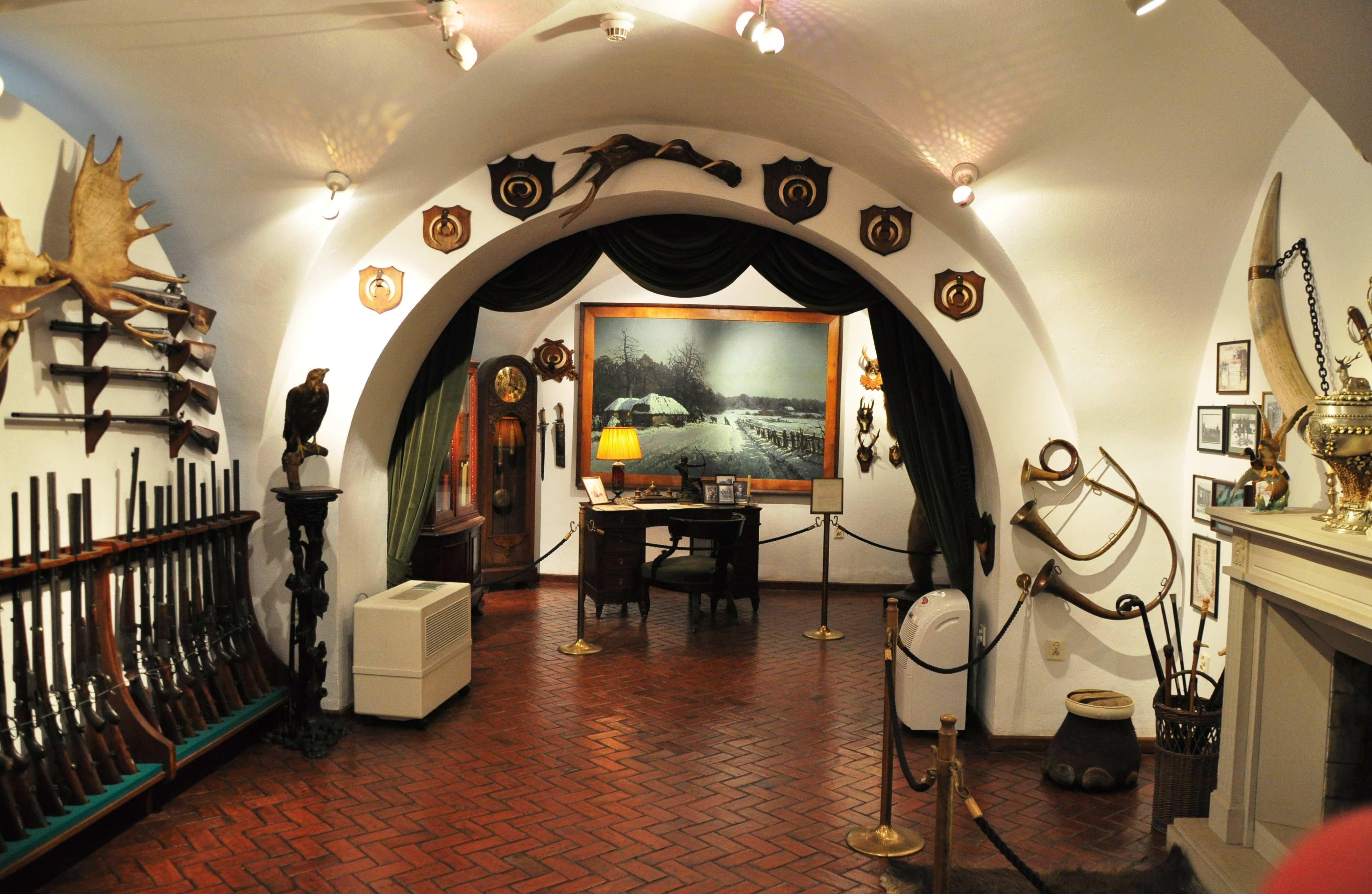
Экспозиция музея
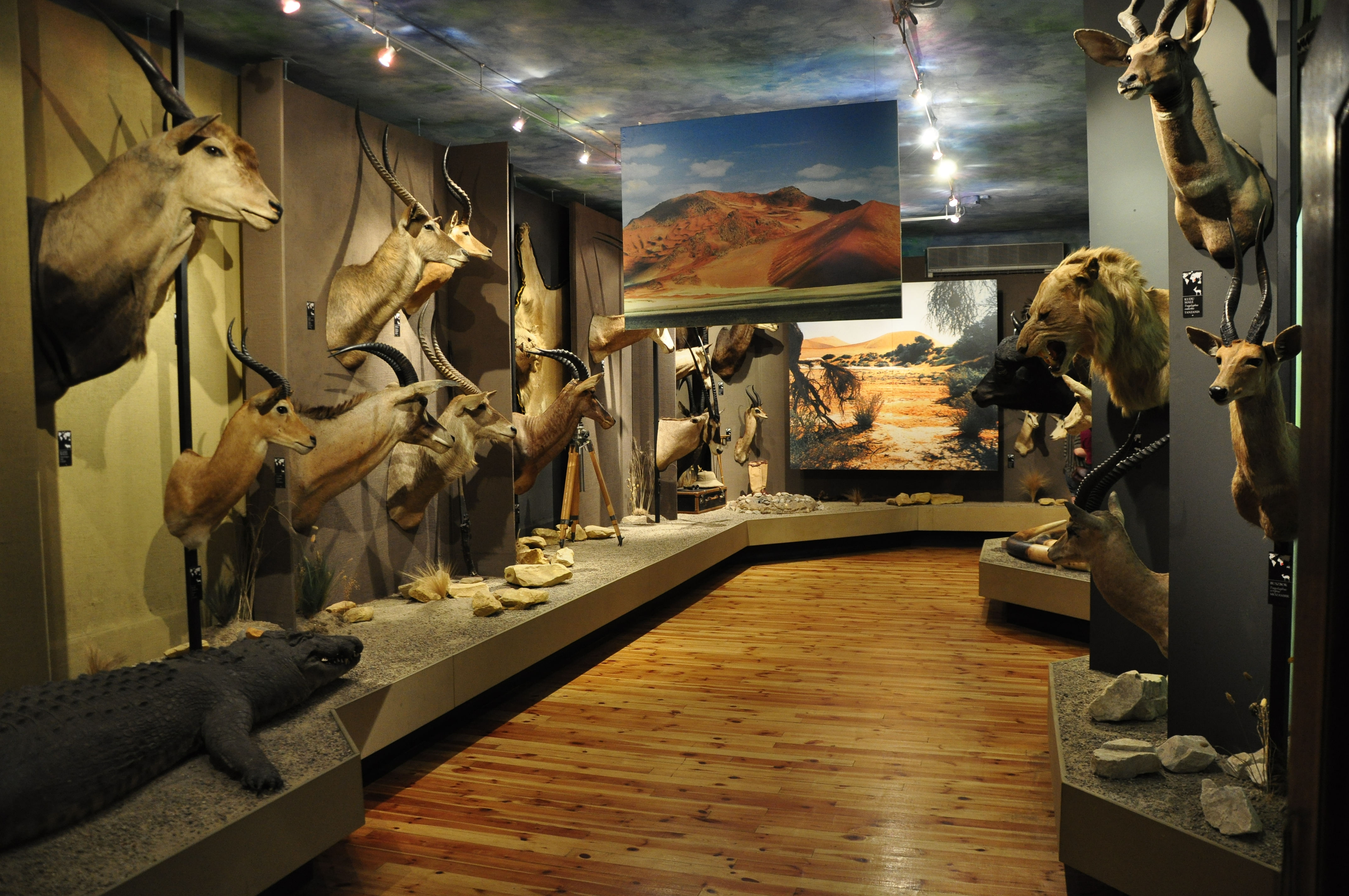
Экспозиция музея
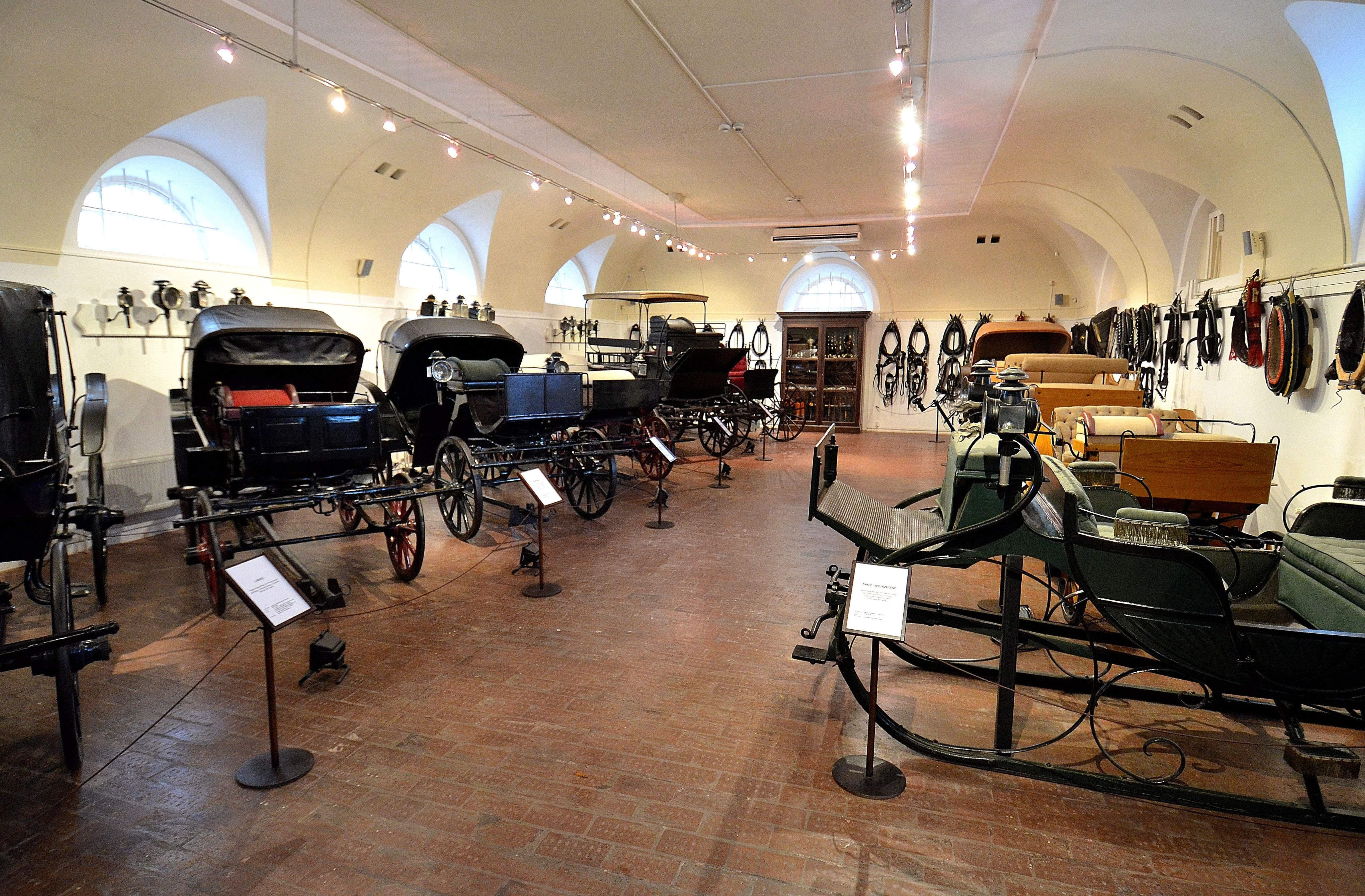
Экспозиция музея
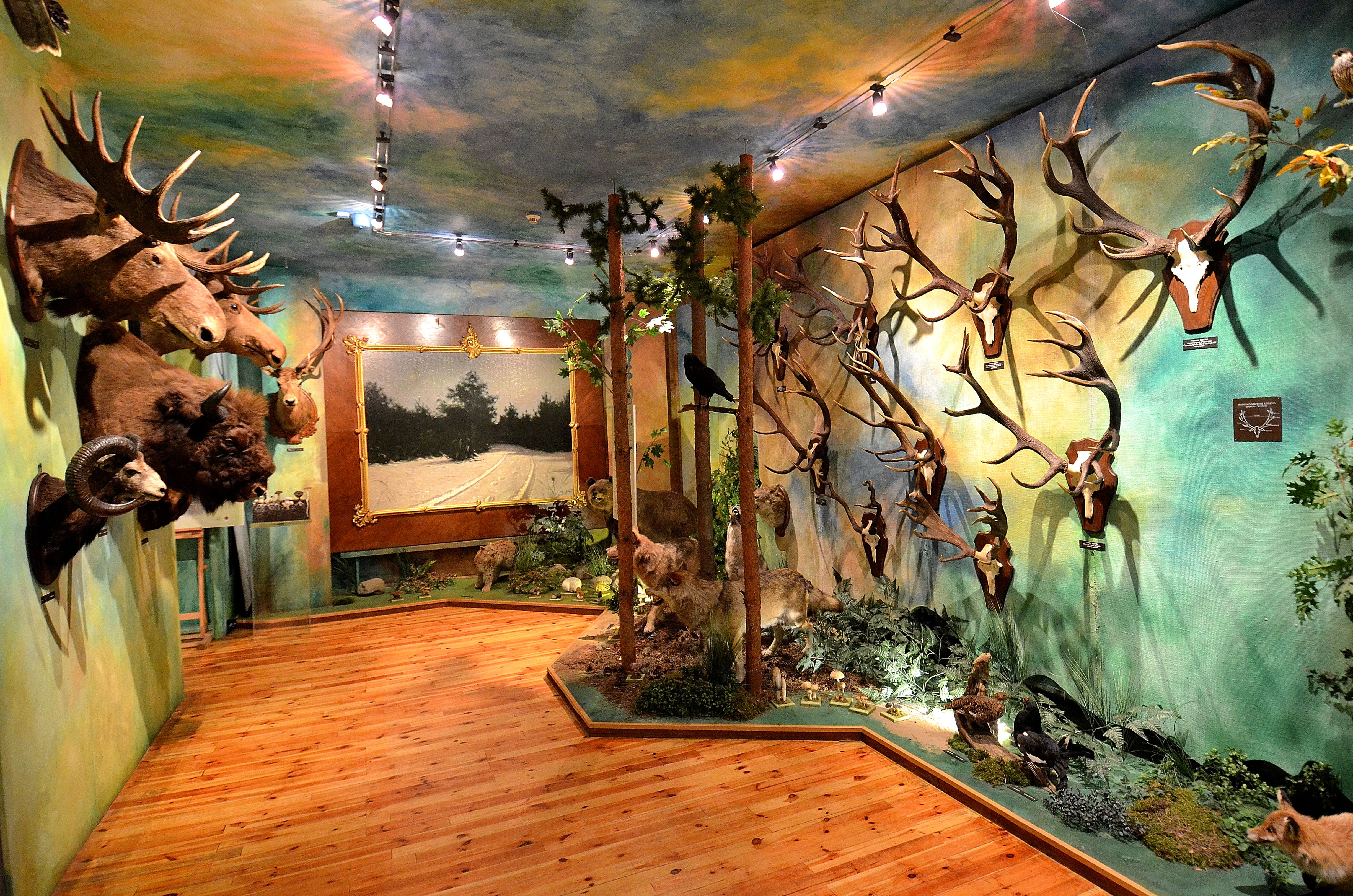
Экспозиция музея